# Höfði

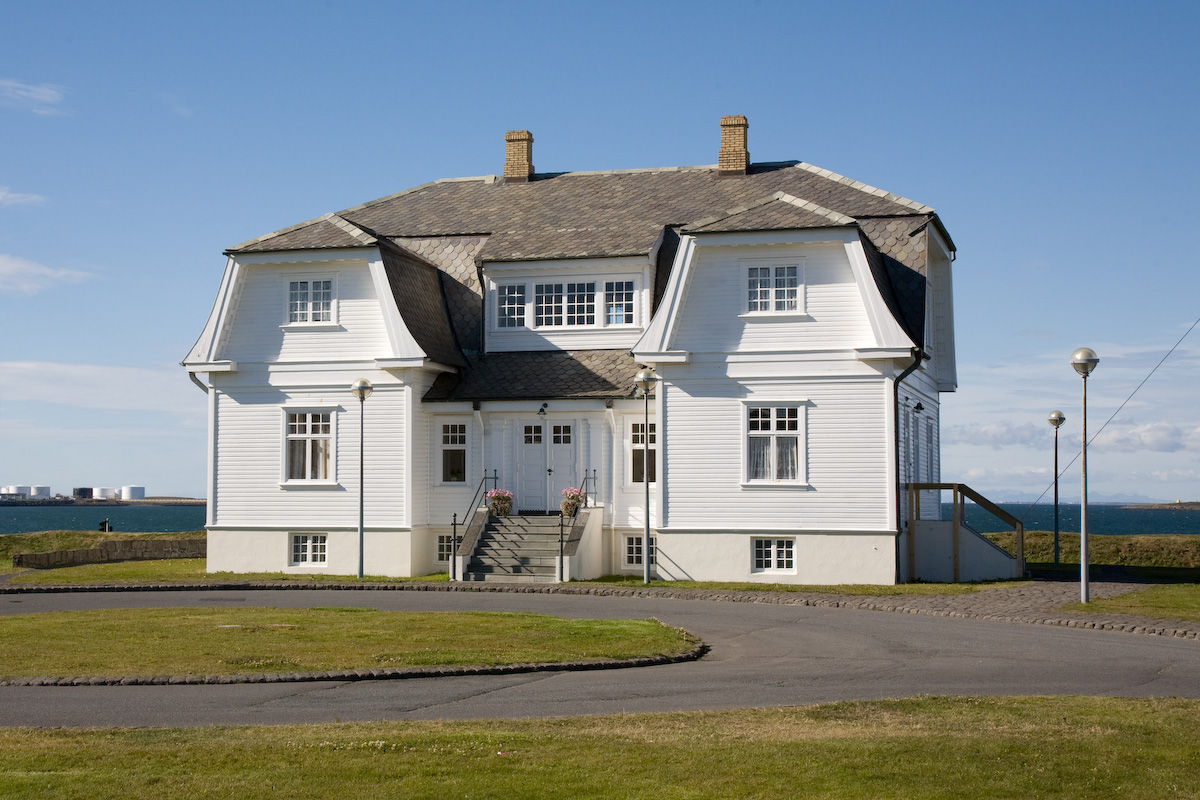
Höfði, Sommer 2007

Skulptur des Poeten Einar Benediktsson

Höfði [ˈhœvðɪ] ist das Gästehaus der isländischen Hauptstadt Reykjavík.

## Geschichte
Das Gebäude wurde 1909 im Auftrag der französischen Regierung für deren Konsul Jean Paul Brillouin erbaut. Der folgende Besitzer war von 1913 bis 1925 der Dichter Einar Benediktsson. Eine Einar darstellende Statue, geschaffen 1964 von Ásmundur Sveinsson, steht seit 2015 neben dem Gebäude. Von 1925 bis 1935 lebte die Malerin Louisa Matthíasdóttir als Mädchen in dem Haus. Ein weiterer Bewohner war von 1938 bis 1952 der britische Botschafter, der in der Zeit des Zweiten Weltkrieges u. a. Winston Churchill und Marlene Dietrich zu Gast hatte. 1958 kaufte die Stadt Reykjavík das Haus.
In dem Gebäude fand vom 10. bis 12. Oktober 1986 ein Gipfeltreffen ("The Reykjavik Summit") statt zwischen US-Präsident Ronald Reagan und Sowjet-Generalsekretär Michail Gorbatschow, das mit zum Ende des Kalten Krieges führte.